# Liste der türkischen Botschafter in Syrien
Der türkische Botschafter residiert in Damaskus.
| Ernannt / Akkreditiert | Name                   | Bemerkungen | ernannt während der Regierung von | akkreditiert während der Regierung | Posten verlassen |
| ---------------------- | ---------------------- | ----------- | --------------------------------- | ---------------------------------- | ---------------- |
| 1946                   | Abdülahat Aksin        |             | Recep Peker                       | Schukri al-Quwatli                 | 1952             |
| 1952                   | Celal Tevfik Karasapan |             | Recep Peker                       | Fawzi Selu                         | 1953             |
| 1953                   | Ismail Soysal          |             | Recep Peker                       | Adib asch-Schischakli              | 1955             |
| 1955                   | Adnan Serif Kural      |             | Adnan Menderes                    | Schukri al-Quwatli                 | 1958             |
| 1961                   | Celal Çalislar         |             | Emin Fahrettin Özdilek            | Maamun al-Kuzbari                  | 1962             |
| 1962                   | Sinasi Orel            |             | Ismet Inönü                       | Nazim al-Qudsi                     | 1965             |
| 1965                   | Sadi Eldem             |             | Suad Hayri Ürgüplü                | Amin al-Hafez                      | 1966             |
| 1967                   | Bedri Karaburçak       |             | Suad Hayri Ürgüplü                | Nureddin al-Atassi                 | 1970             |
| 1970                   | Fahir Alaçam           |             | Suad Hayri Ürgüplü                | Ahmad al-Khatib                    | 1974             |
| 1974                   | Sefik Fenmen           |             | Mustafa Bülent Ecevit             | Hafiz al-Assad                     | 1978             |
| 1978                   | Aydin Alacakaptan      |             | Mustafa Bülent Ecevit             | Hafiz al-Assad                     | 1980             |
| 1980                   | Mustafa Aksin          |             | Bülent Ulusu                      | Hafiz al-Assad                     | 1982             |
| 1983                   | Orhan Aka              |             | Turgut Özal                       | Hafiz al-Assad                     | 1986             |
| 1986                   | Erhan Tunceli          |             | Turgut Özal                       | Hafiz al-Assad                     | 1992             |
| 1992                   | Ugur Ziyal             | [ 1 ]       | Süleyman Demirel                  | Hafiz al-Assad                     | 1997             |
| 1997                   | Sabri Cenk Duatepe     | [ 2 ]       | Mesut Yılmaz                      | Hafiz al-Assad                     | 2000             |
| 2000                   | Ahmet Oguz Çelikkol    | [ 3 ]       | Bülent Ecevit                     | Baschar al-Assad                   | 2004             |
| 2004                   | Yasar Halit Çevik      | [ 4 ]       | Recep Tayyip Erdoğan              | Baschar al-Assad                   | 25. Juli 2009    |
| 13. Sep. 2009          | Ömer Önhon             |             | Recep Tayyip Erdoğan              | Baschar al-Assad                   |                  |